# Rosyjska Armia Ludowa (1940)
Rosyjska Armia Ludowa (ros. Русская Народная Армия) – antysowiecka formacja zbrojna złożona z jeńców wojennych z Armii Czerwonej formowana podczas wojny zimowej.
Atak Armii Czerwonej na Finlandię 30 listopada 1939 r. wywołał w Europie przypływ sympatii dla tego państwa. Wiele krajów dostarczyło Finom pomoc wojskową, w tym też ochotników do walki z Sowietami. Konflikt wojenny wywołał duży odzew również wśród białogwardyjskiej emigracji rosyjskiej. Do dowództwa fińskiej armii skierowano wiele propozycji, np. kpt. 2 rangi Borys M. Czetweruchin zaproponował zorganizowanie z terytorium Estonii działań wywiadowczych i propagandowych skierowanych przeciwko ZSRR, kierownictwo Narodowego Związku Pracujących (NTS) wystąpiło z koncepcją sformowania spośród jeńców wojennych oddziałów spadochronowo-desantowych w celu zrzucenia ich na północy Związku Radzieckiego w rejonie łagrów, zaś gen. Władimir K. Witkowski przedstawił plan „krótkiego uderzenia na Leningrad”. Wszystkie propozycje były jednak odrzucane przez głównodowodzącego fińskimi siłami zbrojnymi feldmarsz. Carla Gustafa Mannerheima, który nie chciał uznania Finlandii za agresora. Tak samo została potraktowana najpoważniejsza oferta pomocy skierowana przez przewodniczącego Rosyjskiego Związku Ogólnowojskowego (ROWS) gen. Aleksieja P. Archangielskiego.
Z upływem czasu, kiedy fińska armia znajdowała się w coraz gorszym położeniu, Finowie postanowili jednak zgodzić się na niektóre propozycje. Pod koniec grudnia 1939 r. do feldmarsz. C. G. Mannerheima skierował pismo b. działacz partyjny Borys G. Bażanow, który w 1928 r. zbiegł z ZSRR na Zachód. Wystąpił on z pomysłem sformowania tzw. Rosyjskiej Armii Ludowej spośród jeńców wojennych - czerwonoarmistów, tylko ochotników, która spełniałaby zadania propagandowe, ale jej oddziały podjęłyby też otwartą walkę zbrojną z Sowietami. Idea ta została wsparta przez ROWS, Wyższą Radę Monarchistyczną i redakcję emigracyjnego pisma „Wozrożdienije”. 15 stycznia 1940 r. doszło do spotkania obu postaci, na którym feldmarsz. C. G. Mannerheim wydał zgodę na tego typu operację. Borys G. Bażanow natychmiast rozpoczął agitację i werbunek w fińskich obozach jenieckich, w których przebywało wówczas ok. 5,5-6 tys. czerwonoarmistów. W dniach 20-23 stycznia tego roku przebywał w obozach w Pelso i Köyliö, po czym przedłożył dowództwu armii fińskiej plan działań. Po pierwsze, należało powołać komitet wojenno-rewolucyjny pod jego przywództwem, do którego należałoby formowanie oddziałów Rosyjskiej Armii Ludowej, wykonujących zadania propagandowe i bojowe na froncie. Następnym krokiem powinno być utworzenie 2 obozów (jednego werbunkowego i drugiego szkolnego) przeznaczonych każdy na ok. 1 tys. jeńców wojennych. Według B. G. Bażanowa każdy oddział Rosyjskiej Armii Ludowej miał się składać z dwóch kompanii strzeleckich, kompanii przeciwpancernej, pododdziału broni przeciwlotniczej i plutonu karabinów maszynowych. Szkolenie było planowane na okres miesiąca. Zadania bojowe oddziałów rosyjskich polegałyby na przecięciu linii kolejowej w celu przerwania zaopatrzenia Armii Czerwonej idącego od północy do Jeziora Ładoga, a następnie doprowadzenia do poddania się tutejszych jednostek wojskowych. Kolejnym krokiem miało być obejście Leningradu i bezpośrednie zagrożenie miastu w celu doprowadzenia do zakończenia wojny z udziałem Finlandii, a rozpoczęcia wojny domowej z Sowietami.
W dniach 6–9 lutego B. G. Bażanow wydzielił w obozie w Pelso 197 czerwonoarmistów nadających się do pracy propagandowej nad nimi, z których ostatecznie połowa wyraziła chęć wstąpienia do Rosyjskiej Armii Ludowej. Liczył jednak na możliwość zwerbowania kolejnych 200-300 żołnierzy. Źródła fińskie podają ostateczną liczbę 180 zwerbowanych przez B. G. Bażanowa. Dalsze działania spotkały się jednak z dużymi trudnościami, pomimo że 27 stycznia rozpoczęto wydawanie przeznaczonej dla przyszłych żołnierzy Rosyjskiej Armii Ludowej gazety „Drug pliennych”. Jednym z głównych problemów stał się brak kadry oficerskiej. Werbunek oficerów Armii Czerwonej B. G. Bażanow uważał za całkowicie bezsensowny. W rezultacie zaproponował Finom skorzystanie z rosyjskich emigrantów z fińskiego oddziału ROWS. Spośród nich znani są sztabskpt. Kisielow, sztabskpt. Ługowoj i W.W. Bastamow. W pierwszych dniach marca na front został skierowany pierwszy oddział Rosyjskiej Armii Ludowej pod dowództwem sztabskpt. Kisielowa, ale nie zdążył wziąć udziału w walkach z powodu podpisania traktatu pokojowego 13 marca 1940 r. Sam B. G. Bażanow w swoich wspomnieniach twierdził jednak, że jakoby w wyniku 10-dniowych działań oddziału poddało się ok. 300 czerwonoarmistów.
Po zakończeniu wojny większość żołnierzy Rosyjskiej Armii Ludowej zostało, podobnie jak jeńcy wojenni, wydanych Sowietom. Prawie wszyscy zostali rozstrzelani. W Finlandii pozostało jedynie, według różnych danych, od 74 do 99 Rosjan. Część z nich w późniejszych okresie została repatriowana do ZSRR. W przededniu wojny kontynuacyjnej 1941–1944 w Finlandii przebywało jeszcze 20 b. żołnierzy Rosyjskiej Armii Ludowej, których status z jeńców wojennych zmieniono na „obcokrajowców przebywających na terytorium Finlandii”. Zostali oni wydani Sowietom po zakończeniu działań wojennych w 1944 r. Niektóre źródła podają, że kilku przedostało się do Szwecji.